# Dan Grunfeld
Daniel Leslie Grunfeld, más conocido como Dan Grunfeld (nacido el 7 de febrero de 1984 en Franklin Lakes, Nueva Jersey) es un exjugador de baloncesto estadounidense. Con 1.98 metros de estatura, jugaba en la posición de alero. Es el hijo del también jugador de baloncesto Ernie Grunfeld.

## Trayectoria profesional
En su etapa universitaria con la Universidad de Stanford Dan Grunfed promedió 12 puntos y 4,8 rebotes de media en la temporada 2005/2006 y 17,9 puntos y 5,5 rebotes por partido en la temporada 2004/2005. El jugador obtuvo numerosos galardones y menciones especiales.
En julio de 2006 el jugador disputó la Pepsi Pro Summer League de Orlando en las filas de los Indiana Pacers de la NBA.
Dan Grunfeld destacaba por su capacidad para anotar desde cualquier lugar de la cancha, por ser un gran pasador y por su magnífica lectura del juego.
Por su origen rumano y judío no tuvo la condición de extracomunitario y tuvo una carrera en Europa de 8 años, jugando en Alemania, España e Israelí, país donde jugó sus últimos 4 años y donde se retiró con 30 años.

## Clubes
- 2006-2007 EWE Baskets Oldenburg  Alemania
- 2007-2008 LEB. Aguas de Valencia Gandía Bàsquet.  España
- 2008-2010 ACB. CB Valladolid.  España
- 2010-2011 Ha'al. Bnei HaSharon.  Israel
- 2011- Ha'al. Hapoel Holon.  Israel
- 2011-2013 Ha'al. Hapoel Jerusalem.  Israel
- 2013-2014 Ha'al. Bnei Herzliya.  Israel